# Luigi Lopez
Luigi Lopez (Roma, 30 settembre 1947 – Civita Castellana, 6 maggio 2025) è stato un compositore, musicista e cantante italiano.
Si è distinto nel panorama della musica leggera italiana e internazionale firmando diversi successi quali La notte dei pensieri, con cui Michele Zarrillo vinse la sezione Nuove Proposte al Festival di Sanremo del 1987, La nevicata del '56, che al Festival di Sanremo del 1990 guadagnò a Mia Martini il suo terzo Premio della Critica, a lei in seguito intitolato, Mondo, con cui Riccardo Fogli vinse il Festivalbar Discoverde nel 1976, nonché La voglia di sognare, title track dell'omonimo album di Ornella Vanoni del 1974.
Noto al grande pubblico in particolare per essere stato la voce di Pinocchio perché no?, sigla tv scritta insieme a Carla Vistarini e Fabio Massimo Cantini per Le nuove avventure di Pinocchio, edizione italiana del cartone animato di produzione giapponese ispirato all'omonimo burattino di Collodi, è compositore di pezzi incisi e pubblicati - tra gli altri - da Mina, Patty Pravo, Riccardo Fogli, Alice, Franco Califano, Fiorella Mannoia, Sylvie Vartan, Peppino di Capri, ed ha firmato, insieme a Franco Migliacci, Delfini (Sai che c'è), brano che ha segnato il ritorno sulle scene di Domenico Modugno, e che è anche l'ultimo brano inciso dall'artista (insieme al figlio Massimo), inserito nell'album che proprio dalla canzone prende il titolo.

## Biografia

### Gli esordi
Avvicinatosi adolescente allo studio della chitarra, conquistando una certa popolarità tra le giovani band che si cimentavano con generi quali il rock, il beat e il blues. Insieme ad altri emergenti di spicco quali Renato Zero, Patty Pravo, Loredana Bertè, frequenta gli ambienti del Piper Club e lo Studio Rai di via Asiago dove va in onda il programma Bandiera gialla di Renzo Arbore e Gianni Boncompagni. Ancora studente, conosce così Carla Vistarini, con cui inizia a scrivere canzoni, creando ben presto un sodalizio artistico di lunga durata.
Agli inizi degli anni '70, insieme ad altri giovani musicisti (tra cui Francesco De Gregori, Antonello Venditti, Rino Gaetano, Aldo Donati) frequenta il "Cenacolo", luogo di incontro, discussione e lavoro creato dalla casa discografica RCA Italiana e attorno al quale si raccolgono i ragazzi che all'epoca fanno musica a Roma. Proprio in RCA, nel 1969 firma per Dino il 45 giri È un giramondo, mentre il primo singolo siglato Vistarini-Lopez, è un 45 giri, anch'esso su vinile RCA, inciso nel 1970, dagli Showmen, intitolato Mi sei entrata nel cuore, che scala rapidamente le classifiche di vendita. È l'inizio di una serie di successi che porterà il duo di autori a collaborare con i maggiori interpreti italiani e internazionali, ad incominciare dal primissimo approdo al Festival di Sanremo nel 1973 con Complici, interpretata da Riccardo Fogli e pubblicata su 45 giri l'anno successivo.
Nel 1974 il musicista romano entra in classifica con Addormentata per i Panda. L'anno seguente con la canzone La voglia di sognare, composto per Ornella Vanoni, si aggiudica il Premio della Critica Discografica. Il pezzo, pubblicato anche nel mercato francofono nonché in Spagna (col titolo La dicha de soñar) ed in Argentina (El deseo de soñar), l'anno precedente era stato la sigla del programma radiofonico Gran varietà, dando il titolo anche all'album della Vanoni. Ancora nel 1975 firma Questo amore sbagliato per Patty Pravo e Un piccolo ricordo per Peppino Di Capri
Nel 1976, oltre a Le cicale inciso da Patty Pravo, esce Mondo per Riccardo Fogli, per settimane in hit parade dopo la vittoria al Festivalbar Discoverde, primo di una lunga serie di pezzi scritti per il cantante dopo la sua uscita dai Pooh.

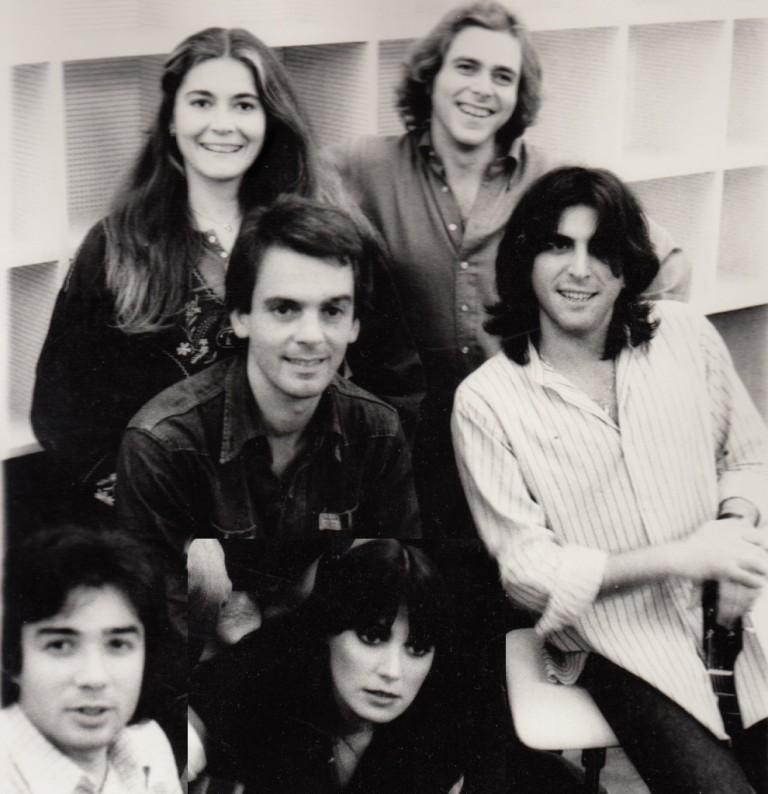
I Fantasy da sinistra Carla Vistarini, Tony Cicco, Giancarlo Lucariello Luigi Lopez, Danilo Vaona e Viola Valentino

Nel 1977 Lopez e la Vistarini firmano Voglia di morire ancora per i Panda e Ritratto di donna per Mia Martini, che con questo brano vince il Premio Internazionale al Festival Yamaha di Tokyo. Sempre nel 1977, il compositore è tra i fondatori del supergruppo dei Fantasy insieme a Riccardo Fogli, Viola Valentino, Giancarlo Lucariello, Danilo Vaona, Tony Cicco e alla stessa Carla Vistarini, che sarà anche la voce guida di Cantando, il singolo di punta del lavoro discografico interamente composto dal gruppo. Il pezzo viene trasmesso in radio a livello internazionale, col titolo di Surrender al di fuori dell'Italia, con successo in particolare nel Regno Unito.
Nel 1978 Lopez e la Vistarini affiancano la produzione della cantautrice Alice, prima del suo incontro con Franco Battiato, componendo per lei sei brani pubblicati nell'album Cosa resta... un fiore, tra cui uno, Alberi, che reca il compositore romano quale autore anche del testo.

### Dai cartoni animati ai successi sanremesi e internazionali
All'apice della sua carriera, Luigi Lopez approda al mondo dei programmi televisivi per bambini, a partire da Pinocchio perché no?, sigla del cartone animato Le nuove avventure di Pinocchio, canzone di cui Luigi Lopez è anche interprete nel disco, con oltre 1.000.000 di copie vendute e ancora oggi nelle classifiche delle hit per bambini. Tra le altre sigle composte, La Fantastica Mimì che, con una vaga venatura di nostalgia, celebrava la giovane eroina della pallavolo, e Cybernella eseguita da I Vianella.
Nel 1980, in seguito al riscontro discografico di Pinocchio perché no?, il Comitato per i Campionati Europei di Calcio commissiona a Luigi Lopez l'inno ufficiale del Torneo, Goal, un hit ascoltato in 27 paesi, divenuto anche sigla del cartoon Arrivano i Superboys.
Sempre per la TV, firma Mi piace tanto la gente, sigla di chiusura del varietà di Raidue Due di tutto , interpretata da Mina, e Lulu, il tema-tormentone di apertura e chiusura di Alto gradimento, la trasmissione radiofonica di Renzo Arbone e Gianni Boncompagni. Sono anche sue Leslie e Speed Limit, entrambe sigle TV di Adesso musica, e Aspetto, sigla della telenovela L' idolo, che ha reso famoso in tutto il mondo José Louis Rodriguez, chiamato anche "El Puma".
Per Mina compone anche Ancora dolcemente pubblicata nel 1976 sia come 45 giri per juke-box sia all'interno del LP Singolare, e realizzata poi anche nelle versioni internazionali Les Mauvais Jours per la Francia e Where would I be Without your Love per il mercato anglosassone. La canzone è stata in seguito portata al successo nel mercato ispanofono dalla giovane Mónica Naranjo, con oltre 2.000.000 di copie vendute, col titolo Amando locamente, inserita nell'album Minage, pubblicato nel 2000 come un omaggio a Mina da parte dell'artista spagnola. Il pubblico ispanofono conosce Luigi Lopez anche per il brano Fragil inciso dal duo pop Mariano y Melina.
Luigi Lopez si è distinto con produzioni degne di nota anche nel settore del teatro e della prosa, avendo riadattato, musicato e diretto con Sergio Rubini Amleto, opera con la quale la RAI ha inaugurato le trasmissioni in stereofonia di Rai Stereo Uno.
Il 10 marzo 2017 viene pubblicato da Yamato Video l'album "Anime Duet" di Stefano Bersola a cui Lopez partecipa in duetto insieme all'artista. Luigi Lopez è anche direttore artistico del progetto.

### Morte
È morto il 6 maggio 2025 nella sua casa di Civita Castellana all'età di 77 anni.

## Premi e riconoscimenti
Molteplici i premi e i riconoscimenti internazionali conseguiti da Luigi Lopez. Nel 1982 è 1º Premio Grand Prize e Disco D'oro al 13º World Popular Song Festival con Where Did We Go Wrong, un successo firmato in affiancamento a Nat Kipner, primo produttore dei Bee Gees, e arrangiato da Jimmie Haskell dei The Chicago, cantata da Anne Bertucci, con la quale Luigi Lopez ha rappresentato in gara gli Stati Uniti d'America, aggiudicandosi il Contest mondiale.
La sua Io ricomincerei, interpretata da lui medesimo e scritta con Carla Vistarini come sigla per i telefilm della serie fantascientifica Ora Zero e Dintorni, prima serie tv in Italia ispirata a scenari del futuro, è premiata al Festival del film di fantascienza di Trieste come migliore composizione.
Nei paesi dell'est europeo, è stato disco d'oro e disco di platino con oltre 2.000.000 di copie vendute con Io non rinuncio a niente, interpretata da Anna Rusticano, e ancora disco d'oro e numero uno nelle Top Single Charts con Here I go again, grazie all'interpretazione di Julie Anthony.
Sempre a livello internazionale, è disco d'oro e disco di platino con Another Chapter cantata da John Rowles, che gli ha intitolato anche il suo LP omonimo Another Chapter, pubblicato in tutto il mondo e contenente tra le altre Good Things when it's gone, sempre a firma di Luigi Lopez in collaborazione con Alberto Testa e Bobby Hart, leader del gruppo The Monkees, brano che ha permesso a Lopez di affermarsi come autore anche negli Stati Uniti, grazie all'editore internazionale Alberto Carisch.
A Ritratto di donna, cantata da Mia Martini, è attribuito il Most Outstanding Song Award all'8º World Popular Song Festival di Tokyo, risultato bissato da Lopez anche alla 13ª edizione dello stesso Festival grazie a Holiday in Mexico cantata da John Rowles e con ottimo riscontro nel mercato neozelandese.
Sempre per Mia Martini, Lopez e Carla Vistarini hanno composto La nevicata del '56, insignito del Premio della Critica al Festival di Sanremo 1990. La canzone, rielaborata in seguito anche da Franco Califano, è pubblicata anche in Spagna e America Latina dal cantante messicano Mijares in una versione tradotta, col titolo La nevada.
Al Festival di Sanremo dello stesso anno, Luigi Lopez è presente e premiato anche con un altro brano Speak to me of love, interpretato da Sarah Jane Morris, versione internazionale del pezzo portato in gara da Riccardo Fogli col titolo Ma quale amore, che conquista il Premio Speciale della Stampa Televisiva.
Tra gli altri riconoscimenti conferiti sempre dal Festival di Sanremo a Luigi Lopez, si ricordano la vittoria della Sezione Nuove Proposte nel 1987 con La notte dei pensieri cantata da Michele Zarrillo, insieme al quale il compositore romano compone e arrangia tutte le tracce del successivo album Soltanto amici. La notte dei Pensieri riceve anche il Premio Speciale come Migliore Canzone del Festival di Sanremo e il Premio straordinario assegnato dalla Giuria Americana presente per la prima volta al Festival.
Ancora a Sanremo nel 1997, la giuria di Qualità, presieduta da Luciano Pavarotti, lo insignisce del relativo premio per Io senza te, cantata da Domino.